# Șimonești
Șimonești (węg. Siménfalva) – wieś w Rumunii, w okręgu Harghita, w gminie Șimonești. W 2011 roku liczyła 1092 mieszkańców.